# Distretto di Mueang Samut Prakan
Il distretto di Mueang Samut Prakan (in thailandese เมืองสมุทรปราการ; [mɯ̄a̯ŋ sā.mùt prāː.kāːn] ) è un distretto (amphoe) della Thailandia, situato nella provincia di Samut Prakan, della quale è il capoluogo.